# Mesolecanium mayteni
Mesolecanium mayteni är en insektsart som först beskrevs av Hempel 1900.  Mesolecanium mayteni ingår i släktet Mesolecanium och familjen skålsköldlöss. Inga underarter finns listade i Catalogue of Life.